# Чагов
Чагов (укр. Чагів) — село на Украине, находится в Оратовском районе Винницкой области.
Код КОАТУУ — 0523186301. Население по переписи 2001 года составляет 836 человек. Почтовый индекс — 22635. Телефонный код — 4330.
Занимает площадь 3,072 км².
В селе родился, жил, умер и похоронен Герой Советского Союза Григорий Заика.

## Адрес местного совета
22635, Винницкая область, Оратовский р-н, с. Чагов, пров. П.Морозова, 45